# Acmopolynema maculatum
Acmopolynema maculatum är en stekelart som beskrevs av Subba Rao 1989. Acmopolynema maculatum ingår i släktet Acmopolynema och familjen dvärgsteklar. Inga underarter finns listade i Catalogue of Life.